# 狭长花沙参
狭长花沙参（学名：Adenophora elata）是桔梗科沙参属的植物，为中国的特有植物。分布于中国大陆的内蒙古、河北、山西等地，生长于海拔1,700米至3,000米的地区，多生于山坡草地中，目前尚未由人工引种栽培。

## 别名
沙参（中国高等植物图鉴）